# Терновка (Липецкая область)
Терновка — деревня в Сторожевском сельсовете Усманского района Липецкой области России.
Расположена на левом берегу реки Усмань.
Известна с 18 века. В списке населённых мест 1862 деревня казённая 37 дворов, 302 жителя. В 1911 в ней было 30 дворов, относилась к приходу церкви села Сторожевое. По переписи населения 1926 года здесь насчитывалось 164 двора и проживало 882 человека. На 1 января 2000 года в деревне значилось 135 дворов и 288 жителей.

## Население
| 1862 | 1926 | 2000 | 2010 | 2011 |
| ---- | ---- | ---- | ---- | ---- |
| 302  | ↗882 | ↘288 | ↗305 | →305 |